# 国際博物館の日

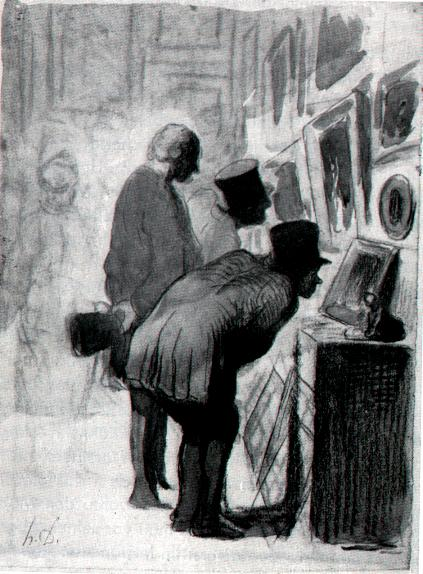

国際博物館の日（こくさいはくぶつかんのひ、英: International Museum Day：IMD）は、博物館が社会に果たす役割を広く普及啓発するため、国際博物館会議（ICOM）が1977年に制定した記念日。毎年5月18日。日本では、2002年から参加。
1977年、モスクワで開催された国際博物館会議の第11回大会で、国際博物館の日を設ける決議が採択。5月18日は、この第11回大会が開幕した日（1977年の5月18日）に因む。
ここで言う博物館（ミュージアム）とは、博物館のほか、美術館・科学館・動植物園・水族館等も含む。年ごとに世界共通のテーマが定められ、各国で様々な企画が行われる。
毎年同日には、無料開館や講演会、記念品贈呈などの記念事業が行われている。

## テーマ
- 2025年 - "The Future of Museums in Rapidly Changing Communities"(急速に変化するコミュニティにおける博物館の未来)
- 2024年 - "Museums for Education and Research" （教育と研究のための博物館）
- 2023年 - "Museums, Sustainability and Well-being" (博物館、持続可能性、福祉)
- 2022年 - "The Power of Musueums" (博物館の力)
- 2021年 - "The Future of Museums : Recover and Reimagine"（博物館の未来、回復と再想像）
- 2020年 - "Museums for Equality : Diversity and Inclusion" (平等のための博物館、多様性とインクルージョン)
- 2019年 - "Museums as Cultural Hubs : The Future of Tradition" (文化拠点としての博物館、伝統の未来)
- 2018年 - "Hyperconnected museums : New approaches, new publics"（新次元の博物館のつながり）
- 2017年 - "Museums and Contested Histories : Saying the Unspeakable in Museums"（歴史と向き合う博物館）
- 2016年 - "Museums and Cultural Landscapes"（博物館と文化的景観）
- 2015年 - "Museums for a sustainable society"（持続する社会と博物館）
- 2014年 - "Museum collections make connections"（コレクションは世界をつなぐ）
- 2013年 - "Museums (Memory + Creativity) = Social Change"（博物館は未来をつくる）
- 2012年 - "Museums in a changing world. New challenges, new inspirations"（変容する世界と博物館）
- 2011年 - "Museum and Memory"（博物館と記憶）
- 2010年 - "Museums for Social Harmony"（博物館と社会的調和）
- 2009年 - "Museums and tourism"（博物館と観光）
- 2008年 - "Museums as agents of social change and development"（社会の変化・発展に寄与する博物館）
- 2007年 - "Museums and Universal Heritage"（博物館と人類共通の遺産）
- 2006年 - "Museums and young people"（博物館と若者）
- 2005年 - "Museums bridging cultures"（文化をつなぐ博物館）
- 2004年 - "Museums and Intangible Heritage"（博物館と無形遺産）
- 2003年 - "Museums and Friends"（博物館と友）
- 2002年 - "Museums and Globalisation"（博物館とグローバリゼーション）
- 2001年 - "Museums: building community"
- 2000年 - "Museums for Peace and Harmony in Society"
- 1999年 - "Pleasures of discovery"
- 1997年・1998年 - "The fight against illicit traffic of cultural property"
- 1996年 - "Collecting today for tomorrow"
- 1995年 - "Response and responsibility"
- 1994年 - "Behind the Scenes in Museums"
- 1993年 - "Museums and Indigenous Peoples"
- 1992年 - "Museums and Environment"